# 大石駿介
大石 駿介（おおいし しゅんすけ、1989年7月25日 - ）は、日本の男性キックボクサー。愛知県名古屋市出身。OISHI GYM（大石道場）所属。名古屋経済大学市邨高校卒業。東海学園大学卒業。前J-NETWORKスーパーライト級王者。
名古屋市名東区の大石道場の息子。大石綾乃は姉、大石ゆきのは妹。

## 来歴
道場主である父親の影響で、小学1年から空手を始め、多くの空手大会で好成績を収めた。
2007年11月25日、HEAT 5でダニロ・ザノリニと対戦し、0-2の判定負けを喫した。
2008年3月2日、K-1 JAPAN TRYOUT（ミドル級）を受験し、合格を果たした。
2008年4月20日、TRYOUTの合格・準合格者を中心に出場した育成大会「K-1 JAPAN TRYOUT 〜日本人戦士育成プロジェクト〜 トライアルリーグ」で石田龍也と対戦し、1-0の判定ドローとなった。6月22日、「K-1 JAPAN TRYOUT 〜日本人戦士育成プロジェクト〜」のメインイベントでヴァヒド・ロシャニと対戦し、2-0の判定勝ちを収めた。
2008年7月5日、赤坂サカス・Sacas広場で開催されたイベント「K-1 WORLD MAX & DREAM Presents AKASAKA FIGHT FESTIVAL」で、プロボクサーである高橋明とK-1ルールで対戦し、右ローキックでKO勝ちを収めた。
2008年8月31日、初参戦となったJ-NETWORKで川端健司と対戦し、0-3の判定負けを喫した。
2009年5月17日、J-NETWORK「J-FIGHT 26」のメインイベントで高橋祐太と対戦し、右ローキックでKO勝ちを収めた。
2009年6月21日、初参戦となった全日本キックボクシング連盟で渡部太基と対戦し、右ハイキックでKO勝ちを収めた。
2009年8月14日、初参戦となったKrushで吉本光志と対戦し、0-3の判定負けを喫した。
2010年1月24日、RISE初参戦となったRISE 61で裕樹と対戦し、0-3の判定負け。当初は田中秀弥と対戦予定であったが、田中が鼻骨骨折により欠場し対戦相手が裕樹に変更された
2010年5月2日、K-1本戦初出場となったK-1 WORLD MAX 2010 〜-63kg Japan Tournament 1st Round〜で卜部功也と対戦し、0-3の判定負けを喫した。
2010年6月20日、J-NETWORKスーパーライト級王者菅原勇介に挑戦し、右肘打ちの連打で左目尻をカットさせTKO勝ちとなり王座を獲得した。
2010年9月20日、Krush.10でAKIRAと対戦し、3-0の判定勝ちを収めた。
2010年11月8日、K-1 WORLD MAX 2010 -70kg World Championship Tournament FINALのオープニングファイトで西山誠人と対戦し、右ストレートでKO負け。初めてのKO負けとなった。
2011年6月19日、前J-NETWORKスーパーライト級王者菅原勇介の挑戦を受け、右肘打ちにより左目の上をカットしてしまいTKO負け。初防衛に失敗しリベンジされてしまった。

## エピソード
- 小学生の時、いじめにあっていた野杁正明を助け、それがきっかけとなり野杁は大石道場に入門した[22][23]。
- 中京テレビ制作のテレビ番組「オードリーさん、ぜひ会ってほしい人がいるんです。」に出演したことがある。元々投稿者として出演したが、現在では別の投稿者の回でも不定期に出演することがある。

## 戦績
| キックボクシング 戦績 | キックボクシング 戦績 | キックボクシング 戦績 | キックボクシング 戦績 | キックボクシング 戦績 | キックボクシング 戦績 | キックボクシング 戦績 |
| --------------------- | --------------------- | --------------------- | --------------------- | --------------------- | --------------------- | --------------------- |
| 24 試合               | (T)KO                 | 判定                  | その他                | 引き分け              | 無効試合              |                       |
| 12 勝                 | 8                     | 4                     | 0                     | 3                     | 0                     |                       |
| 9 敗                  | 2                     | 7                     | 0                     | 3                     | 0                     |                       |

| 勝敗 | 対戦相手           | 試合結果                                        | 大会名                                                                                           | 開催年月日     |
| ×    | 菅原勇介           | 3R 0:27 TKO（ドクターストップ：左目の上カット） | J-NETWORK「TIME to CHANGE the KICK by J-SPIRIT 3rd」 【J-NETWORKスーパーライト級タイトルマッチ】 | 2011年6月19日  |
| ×    | 西山誠人           | 2R 0:51 KO（右ストレート）                      | K-1 WORLD MAX 2010 -70kg World Championship Tournament FINAL 【オープニングファイト】            | 2010年11月8日  |
| ○    | AKIRA              | 3R終了 判定3-0                                  | Krush.10                                                                                         | 2010年9月20日  |
| ○    | 菅原勇介           | 4R 2:59 TKO（ドクターストップ：左目尻カット）   | J-NETWORK「FORCE for the TRUTH of J 3rd」 【J-NETWORKスーパーライト級タイトルマッチ】            | 2010年6月20日  |
| ×    | 卜部功也           | 3R終了 判定0-3                                  | K-1 WORLD MAX 2010 〜-63kg Japan Tournament 1st Round〜 【1回戦】                                | 2010年5月2日   |
| ○    | 白濱卓哉           | 3R+延長1R終了 判定3-0                           | Krush×Survivor                                                                                   | 2010年3月13日  |
| ×    | 裕樹               | 3R+延長1R終了 判定0-3                           | RISE 61                                                                                          | 2010年1月24日  |
| ○    | YOSHI              | 2R 2:12 KO（右ハイキック）                      | Survivor 〜Round.2〜                                                                             | 2009年12月9日  |
| ×    | 吉本光志           | 3R+延長R終了 判定0-3                            | Krushライト級グランプリ2009 〜開幕戦 Round.2〜【スーパーファイト】                               | 2009年8月14日  |
| ○    | 渡部太基           | 3R 2:18 KO（右ハイキック）                      | 全日本キックボクシング連盟「野良犬電撃作戦2009」                                                 | 2009年6月21日  |
| ○    | 高橋祐太           | 3R 1:08 KO（右ローキック）                      | J-NETWORK「J-FIGHT 26」                                                                          | 2009年5月17日  |
| △    | DAI                | 5R終了 判定0-0                                  | NAGOYAKICK 〜BoogieFight07 Black Sunday〜                                                        | 2009年3月8日   |
| ×    | 川端健司           | 3R終了 判定0-3                                  | J-NETWORK「TEAM DRAGON QUEST 2」                                                                 | 2008年8月31日  |
| ○    | 高橋明             | 2R 1:11 KO（右ローキック）                      | K-1 WORLD MAX & DREAM Presents AKASAKA FIGHT FESTIVAL                                            | 2008年7月5日   |
| ○    | ヴァヒド・ロシャニ | 3R終了 判定2-0                                  | K-1 JAPAN TRYOUT 〜日本人戦士育成プロジェクト〜 【K-1 TRYOUT選抜試合】                           | 2008年6月22日  |
| △    | 石田龍也           | 3R終了 判定1-0                                  | K-1 JAPAN TRYOUT 〜日本人戦士育成プロジェクト〜 トライアルリーグ 【TRYOUT育成試合】              | 2008年4月20日  |
| ×    | KING皇兵           | 3R終了 判定1-2                                  | HEAT 6 【HEATキックルール ミドル級トーナメント リザーブマッチ】                                  | 2008年3月30日  |
| ×    | ダニロ・ザノリニ   | 3R終了 判定0-2                                  | HEAT 5                                                                                           | 2007年11月25日 |
| ×    | （タイ人）         | 5R終了 判定                                     | ラジャダムナン・スタジアム                                                                       | 2007年8月      |
| ○    | アヤト             | 3R終了 判定                                     | トライアルリーグ10                                                                               | 2007年7月1日   |
| ○    | 星野大介           | 3R 1:23 KO（右ハイキック）                      | トライアルリーグ9                                                                                | 2007年3月18日  |
| ○    | （ベルギー人）     | 3R KO                                           | ラジャダムナン・スタジアム                                                                       | 2006年8月      |
| ○    | 和真               | 2R TKO（4ダウン）                               | 闘真会館 BATTLE FRONT 1                                                                          | 2006年7月30日  |
| △    | 森陽次             | ドロー                                          | カラテ祭り                                                                                       | 2006年1月      |

## 獲得タイトル
- 第5代J-NETWORKスーパーライト級王座